# وليم سي. ديتز
وليم سي. ديتز (بالإنجليزية: William C. Dietz)‏ (1945، سياتل في الولايات المتحدة)؛ كاتب وروائي أمريكي.

## روابط خارجية
- وليم سي. ديتز على موقع ميوزك برينز (الإنجليزية)